# Celama innocua
Celama innocua är en fjärilsart som beskrevs av Butler 1880. Celama innocua ingår i släktet Celama och familjen trågspinnare. Inga underarter finns listade i Catalogue of Life.